# امپراتوری گوپتا

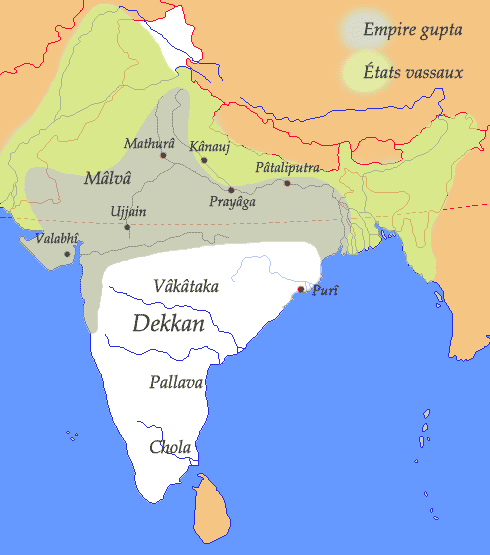
قلمرو امپراتوری گوپتا (رنگ خاکستری)

امپراتوری گوپتا (به سانسکریت: गुप्त राजवंश) امپراتوری یک دودمان هندی بود که در سده چهارم میلادی در بیهار هند تشکیل شد و در سده پنجم میلادی به دست هپتالیان از بین رفت. گوپتائی‌ها دارای دو پایتخت بودند یکی در شمال هند به نام پاتلی‌پترا و دومی در هند مرکزی به نام اجین.
گوپتاها (گوپتاها هم نوشته‌اند) بین سال‌های ۳۲۰ تا ۵۵۰ پس از میلاد حکومت می‌کردند. این دودمان بر اکثر خاک شبه قاره هند حکمرانی می‌کردند. بنیان‌گذار این دودمان ماهاراجا سری گوپتا بود. شمال هند در سده‌های ۴ تا ۶ میلادی زیر فرمانروایی امپراتوری گوپتا بود. آثار هنری این دوره بر هنر مناطق مجاور مثل جنوب شرقی آسیا، نپال، و آسیای مرکزی اثرگذار بوده است. بعد از مرگ امپراتور کوشان در پایان سده سوم، گوپتاها به شمال هند مهاجرت کردند و در سرزمینی که اکنون در حوزه ایالت‌های بیهار و اوتارپرادش است، سکنی گزیدند. دودمان گوپتا در زمان پادشاهی سامودراگوپتا و چاندراگوپتا دوم ناحیه زیر حکومت آن‌ها مسافت مابین رودهای گنگ و سند را شمال می‌شد.

## پیشینه
در اواخر سده چهارم میلادی به وسیلهٔ شخصی بنام چندراگوپتا سلطنت بزرگی در شمال هندوستان تأسیس گردید. بنیان‌گذار سلطنت گوپتاها لقب «مهاراجا دهیراج» را به معنای شاهنشاه برای خود انتخاب نمود. در خانواده گوپتا به ویژه سه نفر چندراگوپتا، سمدراگپتا و کرمادتیه از پادشاهان نامدار تاریخ هنداوسشتان به‌شمار می‌روند و به‌علت خدمات شایانی که به وسیلهٔ تاجداران مزبور در رشته‌های گوناگون علم و دانش و فرهنگ و هنر آن کشور انجام پذیرفت دوره سلطنت آن خانواده را که تا حدود دو قرن طول کشید عمر طلائی تاریخ هندوستان نامیده‌اند. چندراگوپتا و سمدراگپتا هم‌روزگار شاپور دوم بودند؛ و کرماتیه جانشین سمدراگپتا مربی دانشمندانی بزرگ مانند آریابهاتا عالم نامدار ستاره‌شناسی و هندسه و کالیداس شاعر معروف جهان بوده‌است.
همانگونه که پادشاهان خانواده موریا در قرن چهارم پیش از میلاد مسیح در شمال هندوستان حکومتی را تأسیس نمودند که از چندین حیث از سلطنت هخامنشیان الهام گرفته بود، پادشاهان خانواده گوپتا نیز در کشورداری و از نظر برخی از سنت‌های شاهان ساسانی را سرمشق خویش قرار دادند. به‌طور مثال آن‌ها لقب شاهنشاه را در تقلید از شهریاران ساسانی برای خود اختصاص دادند. مانند ساسانیان که به منظور ایجاد یکپارچگی در ملت خویش در ترویج و سرپرستی یک دین زرتشتی کوشیدند و امر فرمودند اوراق پراکنده اوستا جمع‌آوری و مرتب شود، پادشاهان گوپتا نیز از دین هندو (برهمنانی) سرپرستی به عمل آوردند و مقرر داشتند کتاب ودا جمع‌آوری و مرتب و منظم گردد.
گوپتائی‌ها از علما و فضلا و ارباب علم و دانش و صاحبان هنر قدردانی کردند و مربی دانشورانی چون کالیداس و آریابهت بودند. در سنگتراشی و نقاشی و هنرهای دیگر هم گوپتائی‌ها از هنرمندان سرپرستی نمودند و در نتیجه شاهکارهایی در غارهای اجنتا و الورا در هندوستان مرکزی به وجود آمد. معبد سنگی هندوان در دیوگره (شهرستان جهانسی) و مناره پولادی در دهلی می‌توانند بر اوج صنعت معماری و فلز کاری هند در آن زمان گواه باشند. گوپتائی‌ها سعی داشتند عظمت پادشاهی موریائی‌ها را مجدداً زنده سازند و جانشین آشوکا معروفترین پادشاه تاریخ باستانی هندوستان بشوند.
پس از خانواده گوپتاها وردهن‌ها در شمال هندوستان بر مسند حکومت نشستند.

## نگارخانه

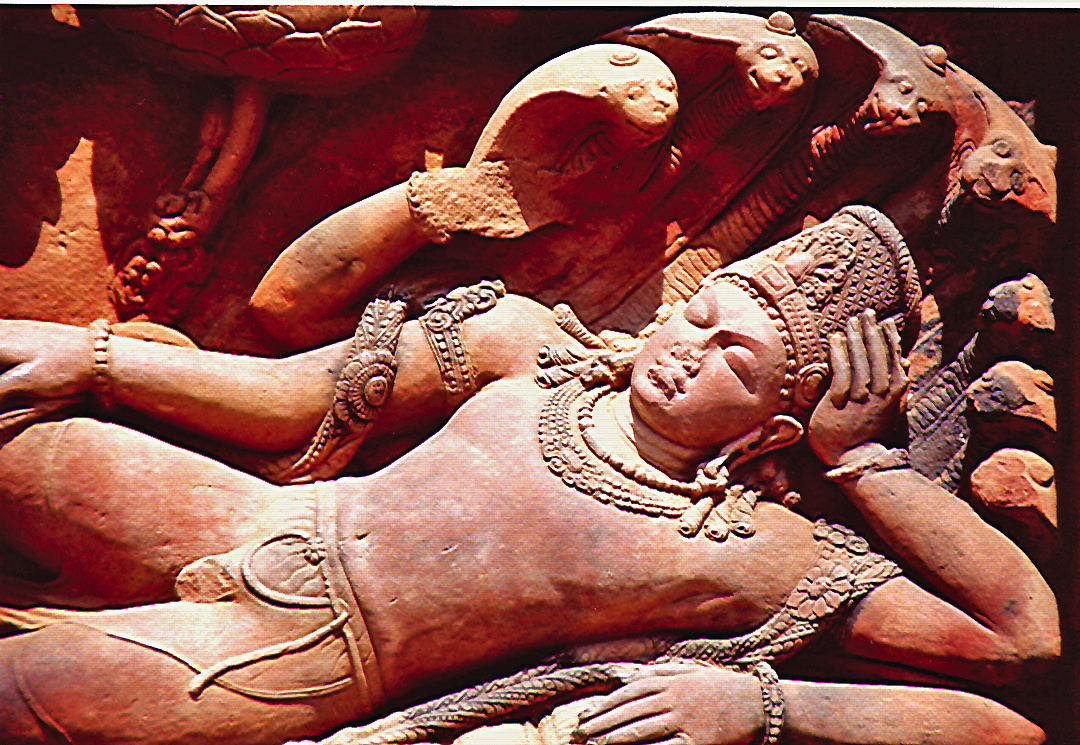
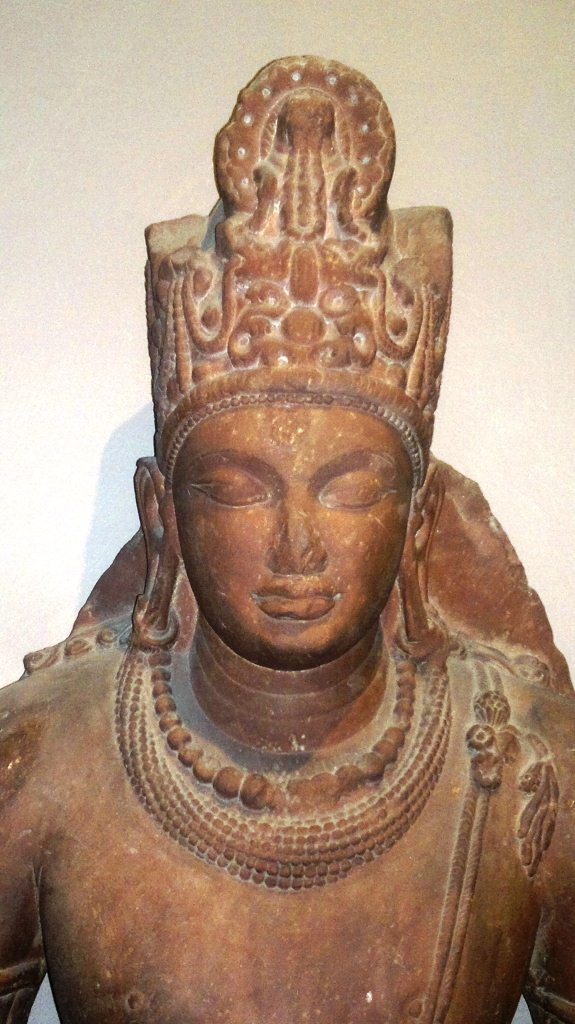
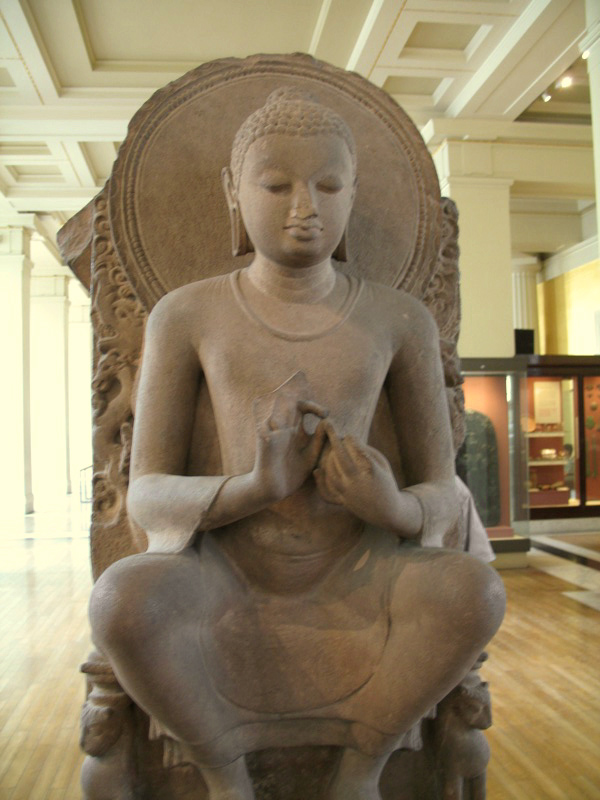
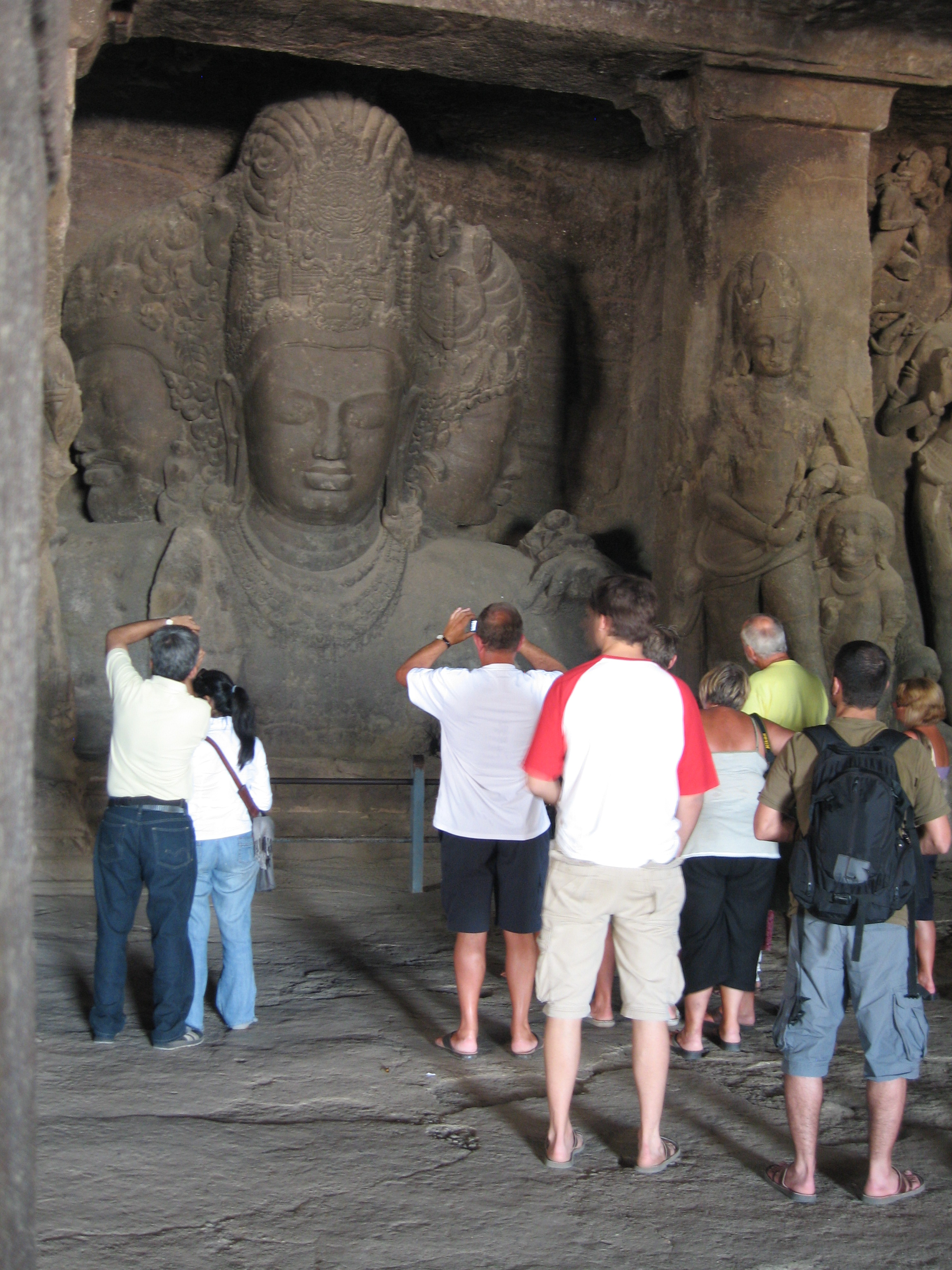
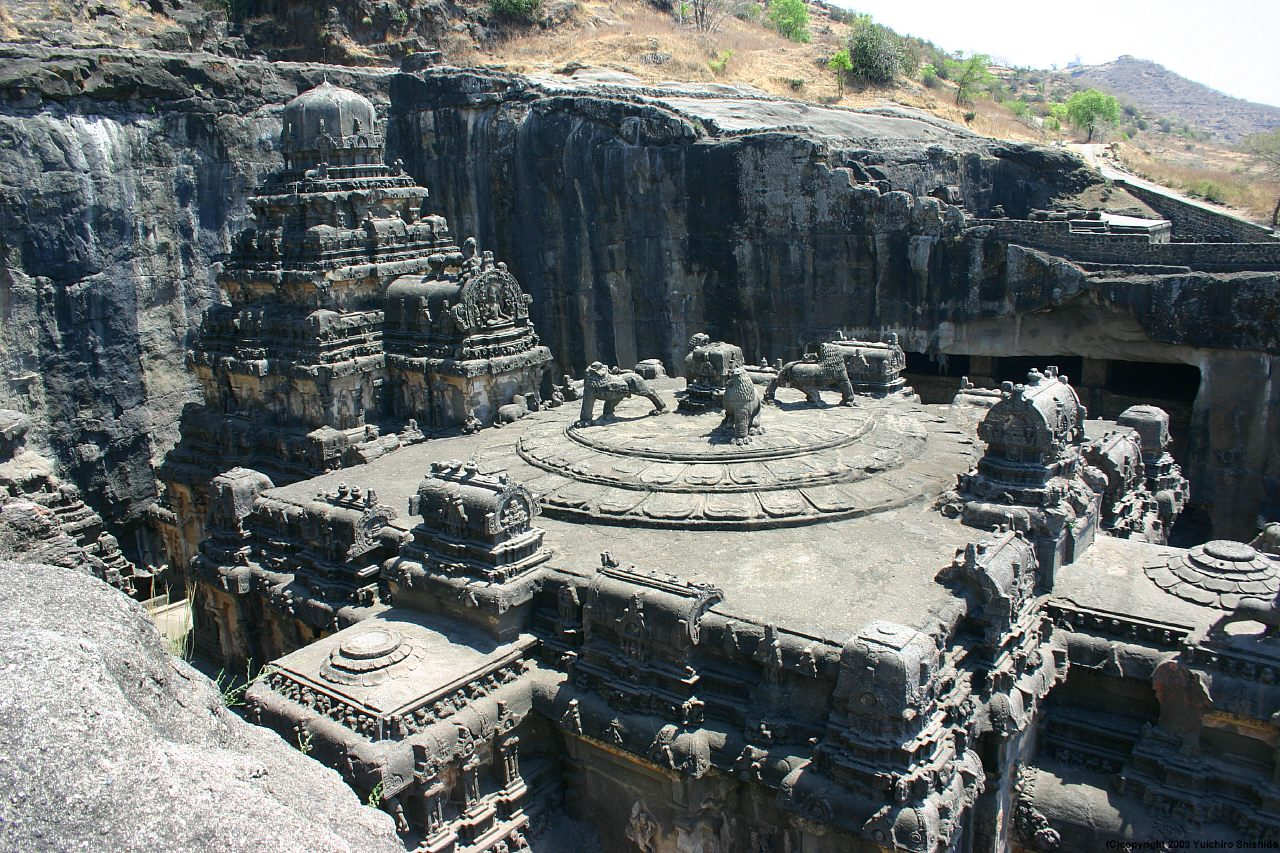
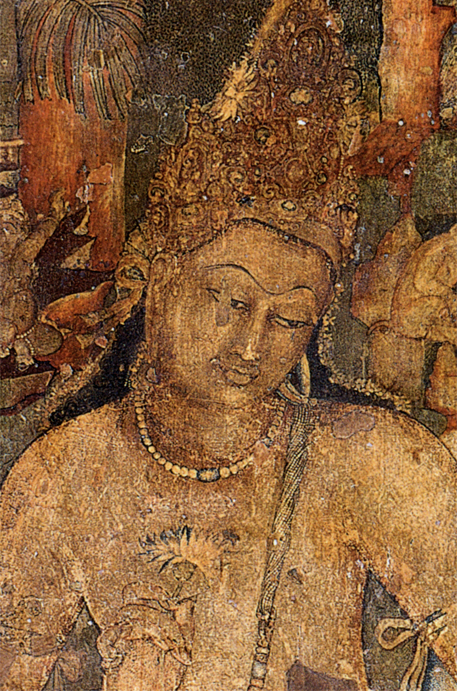
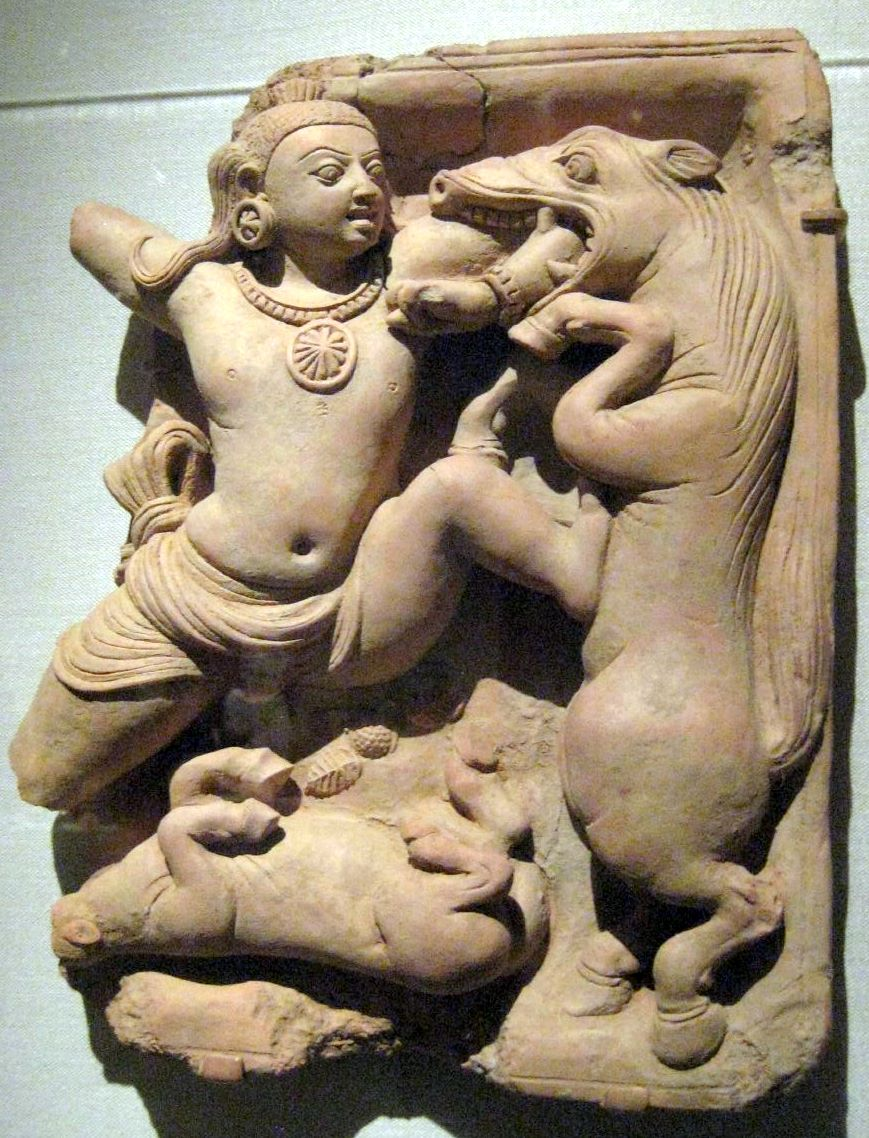